# Puchar Świata w Zapasach 2015
Zawody Pucharu Świata w 2015 roku

## w stylu klasycznym rywalizowano pomiędzy 19–20 lutego wTeheraniewIranie
| Poz. | Państwo     |
| ---- | ----------- |
|      | Azerbejdżan |
|      | Rosja       |
|      | Iran        |
| 4.   | Turcja      |
| 5.   | Węgry       |
| 6.   | Szwecja     |
| 7.   | Niemcy      |
| 8.   | Armenia     |

## w stylu wolnym w dniach 11 i 12 kwietnia wLos AngeleswUSA
| Poz. | Państwo           |
| ---- | ----------------- |
|      | Iran              |
|      | Stany Zjednoczone |
|      | Azerbejdżan       |
| 4.   | Rosja             |
| 5.   | Białoruś          |
| 6.   | Mongolia          |
| 7.   | Kuba              |
| 8.   | Turcja            |

## kobiety wystąpiły wSankt PetersburguwRosjiw dniach 7-8 marca
| Poz. | Państwo           |
| ---- | ----------------- |
|      | Japonia           |
|      | Rosja             |
|      | Mongolia          |
| 4.   | Stany Zjednoczone |
| 5.   | Azerbejdżan       |
| 6.   | Ukraina           |
| 7.   | Polska            |
| 8.   | Szwecja           |